# Associação Atlética de Altos
La Associação Atlética de Altos es un equipo de fútbol de Brasil que juega en el Campeonato Brasileño de Serie D, la cuarta división de fútbol en el país, y en el Campeonato Piauiense, la primera división del estado de Piauí.

## Historia
Fue fundado el 19 de julio de 2013 en la ciudad de Altos del estado de Piauí por voluntad popular de los pobladores de Altos para tener su equipo de fútbol que los representara.
En 2015 se convierte en un equipo profesional y logra ganar el título de la segunda división estatal, año en el que Rafael Barbosa anotó el primer gol del club en un torneo profesional. En 2016 participa por primera vez en el Campeonato Piauiense, donde estuvo en los primeros lugares del torneo, donde terminaron la fase de grupos con ocho victorias, un empate y una derrota, pero más adelante fue descalificado por una alineación legal de un jugador.
A pesar de la descalificación logró clasificar a la Copa de Brasil, su primera participación en un torneo a escala nacional, eliminando en la primera ronda al Clube de Regatas Brasil con marcador de 2-0, pero fue eliminado por el Criciúma EC 3-4 en penales en la segunda ronda.
En 2017 gana su primer título del Campeonato Piauiense, con lo que se convirtió en el primer equipo del estado de Piauí en clasificar a tres competiciones a escala nacional: la Copa del Nordeste, la Copa de Brasil y el Campeonato Brasileño de Serie D, aunque en los tres torneos no pasó de la primera fase.
En 2018 retiene el título estatal, así como el torneo de copa de la ciudad, clasificando para la cuarta división por segundo año consecutivo y además en la Copa de Brasil enfrentó en la primera ronda al histórico Santos FC del estado de Sao Paulo el 6 de febrero de 2019, partido que perdieron 1-7.

## Palmarés
- Campeonato Piauiense: 3

2017, 2018, 2021
- Torneo Ciudad de Teresina: 2

2017, 2018
- Piauense Serie B: 1

2015